# ألطاف أحمد
ألطاف أحمد (25 أكتوبر 1993 في باكستان - ) هو لاعب كريكت باكستاني.

## وصلات خارجية
- ألطاف أحمد على موقع إي آس بي آن كريك إنفو (الإنجليزية)